# ليمندة مألوفة

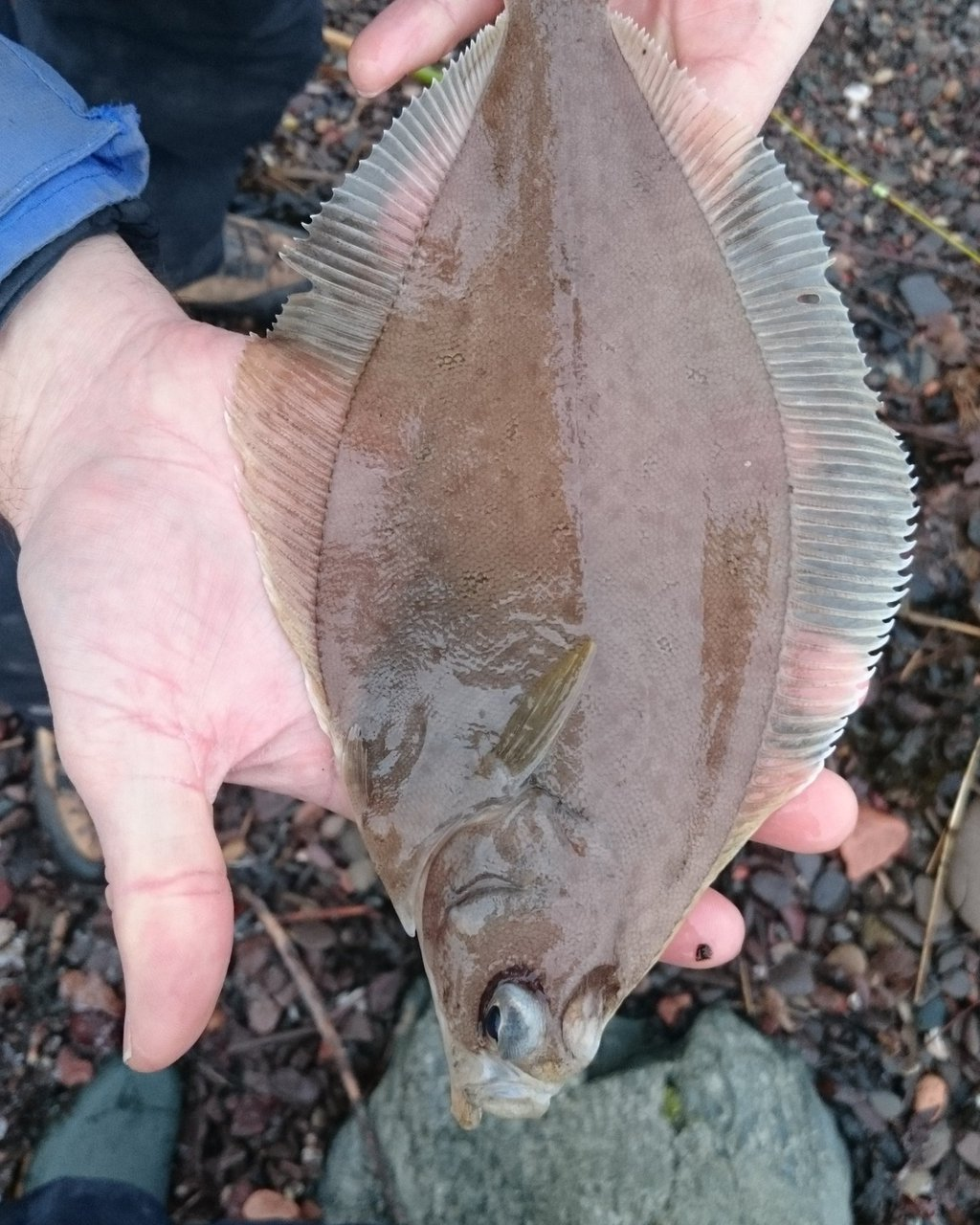

ليمندة مألوفة أو داب مألوف (نقلًا عن الإنجليزية) هو سمكة مفلطحة مأكولة من فصيلةالأسماك المفلطحة يمينية العيون. هذه السمكة قاعية موطنها البحار الضحلة حول شمال أوروبا، ولا سيما بحر الشمال حيث تعيش في قيعان رملية قد تصل إلى عمق نحو 100 متر (330 قدم). قد تطول ٤٠ سم وتزن كيلًا واحدًا مع أن معظمها لا تنمو أكثر من 20 سنتيمتر (7.9 بوصة).